# Bjarne Roupé

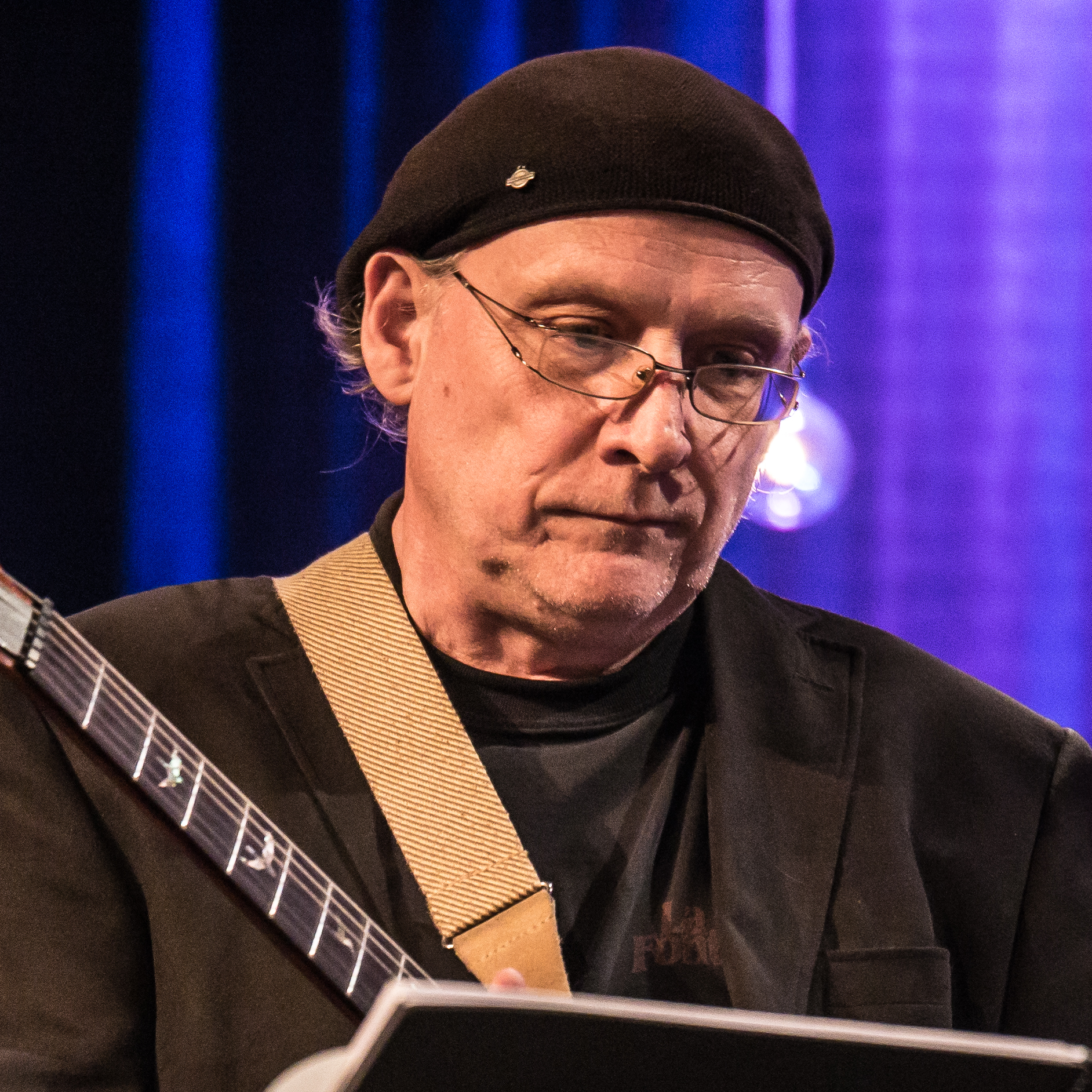
Bjarne Roupé beim Moers Festival 2015

Bjarne Roupé (* 12. Dezember 1952 in Stockholm) ist ein schwedischer Jazzgitarrist und Komponist.

## Leben und Wirken
Roupé spielte seit 1974 in der Fusionsgruppe Egba, mit der er drei Alben vorlegte, und seit 1976 in Sounds of Flowers mit Bronisław Suchanek, Bobo Stenson, Rune Carlsson, Roland Keijser und Fredrik Norén. 1979 zog er nach Kopenhagen, wo er seitdem lebt.
In Dänemark trat er zunächst mit der Band Alpha Centauri auf (zu der Palle Mikkelborg, Jørgen Emborg, Bo Stief und Ole Theill gehörten), mit der er auch ein Album einspielte. Ab 1980 wirkte er an Produktionen der Danish Radio Jazz Group mit (etwa dem Album Aura mit Miles Davis). 1983 bildet er sein eigenes Trio (mit Bo Stief und Alex Riel), seit 2002 leitete er ein eigenes Quartett. Weiterhin spielte er mit den Gruppen von Jan Kaspersen, Palle Mikkelborg, Uffe Markussen, Marilyn Mazur, Ed Epstein sowie  Niels Ryde und war auch als Studiomusiker tätig. Seit 1993 war er an verschiedenen Projekten von Michael Mantler beteiligt, mit dem er 2015 auch auf dem Moers Festival auftrat.
Zwischen 1996 und 2012 lehrte er als assoziierter Professor Gitarre am Rytmisk Musikkonservatorium.

## Diskographische Hinweise
- Passion Play (1988, mit Palle Mikkelborg, Thomas Clausen, Niels Ratzer, Ole Skipper Moesgaard, Jesper Lundgaard)
- Michael Mantler For Two (2011, auch mit Per Salo)
- R/E/D/S: Sign of Four (Origin Records, 2011, mit Ed Epstein, Dennis Drud, Göran Schelin)
- Light and Dark (2013, mit Tomas Franck, Lennart Ginman, Aage Tanggard)[1]